# Christophe Breuil
Christophe Breuil (pronunciación en francés: /bʁøj/; 1968) es un matemático francés que trabaja en geometría algebraica y teoría de números . 

## Trabajo
Con Fred Diamond , Richard Taylor y Brian Conrad en 1999, probó la conjetura de Taniyama-Shimura , que antes solo había sido probada para curvas elípticas semiestable por Andrew Wiles y Taylor en su prueba del Último teorema de Fermat .  Más tarde, trabajó en la conjetura de Langlands p -adic. 

## Vida académica
Breuil asistió a escuelas en Brive-la-Gaillarde y Toulouse y estudió de 1990 a 1992 en la École Polytechnique. En 1993, obtuvo su título de DEA en la Universidad Paris-Sud 11 ubicada en Orsay. De 1993 a 1996 realizó una investigación en la École Polytechnique y enseñó simultáneamente en la Universidad de París-Sud, Orsay, y en 1996 recibió su doctorado de la École Polytechnique, supervisado por Jean-Marc Fontaine con la tesis "Cohomologie. log-cristalline et représentations galoisiennes p -adiques ".  En 1997, dio el Cours Peccot en el Collège de France.  En 2001 obtuvo un título de habilitación titulado "Aspectos principales de la teoría de Hodge p-adique et applications" en la Universidad Paris-Sud 11. Entre 2002 y 2010 estuvo en el IHES. Desde 2010 ha estado en el Departamento de Matemáticas de la Universidad de París-Sud como Director de Investigación con el CNRS. En 2007-2008 fue profesor visitante en la Universidad de Columbia.     
En 1993 fue galardonado con el Prix Gaston Julia en la École Polytechnique . 
En 2002 recibió el premio Grand Prix Jacques Herbrand  de la Academia de Ciencias de Francia y del premio Dargelos Anciens Élèves 2006 de la École Polytechnique. 
Fue orador invitado en el Congreso Internacional de Matemáticos 2010, Hyderabad sobre el tema de " Teoría de números " . 